# Municipio de Starbuck
El municipio de Starbuck (en inglés: Starbuck Township) es un municipio ubicado en el condado de Bottineau en el estado estadounidense de Dakota del Norte. En el año 2010 tenía una población de 32 habitantes y una densidad poblacional de 0,31 personas por km².

## Geografía
El municipio de Starbuck se encuentra ubicado en las coordenadas 48°46′13″N 100°47′9″O / 48.77028, -100.78583. Según la Oficina del Censo de los Estados Unidos, el municipio tiene una superficie total de 104.87 km², de la cual 101,66 km² corresponden a tierra firme y (3,06 %) 3,21 km² es agua.

## Demografía
Según el censo de 2010, había 32 personas residiendo en el municipio de Starbuck. La densidad de población era de 0,31 hab./km². De los 32 habitantes, el municipio de Starbuck estaba compuesto por el 100 % blancos. Del total de la población el 0 % eran hispanos o latinos de cualquier raza.